# Квантовая сеть
Квантовая сеть — коммуникационная сеть, защищающая передаваемые данные с использованием фундаментальных законов квантовой механики. Является практической реализацией так называемой квантовой криптографии. Квантовые сети формируют важный элемент квантовых вычислений и квантовых систем криптографии. Они допускают транспортировку квантовой информации между физически разделёнными квантовыми системами. В распределённых квантовых вычислениях сетевые узлы в сети могут обрабатывать информацию, выполняя функцию квантовых вентилей. Безопасная передача данных может быть реализована с помощью алгоритмов квантового распределения ключей.
В квантовых сетях, использующих в качестве среды передачи оптоволокно или свободное пространство, важную роль играет передача чистых квантовых состояний в виде фотонов на большие расстояния. РАБОТА КК
Идея квантовых сетей активно стала обсуждаться после успешных экспериментов по квантовой телепортации[уточнить].

## Применение

### Квантовое распределение ключей

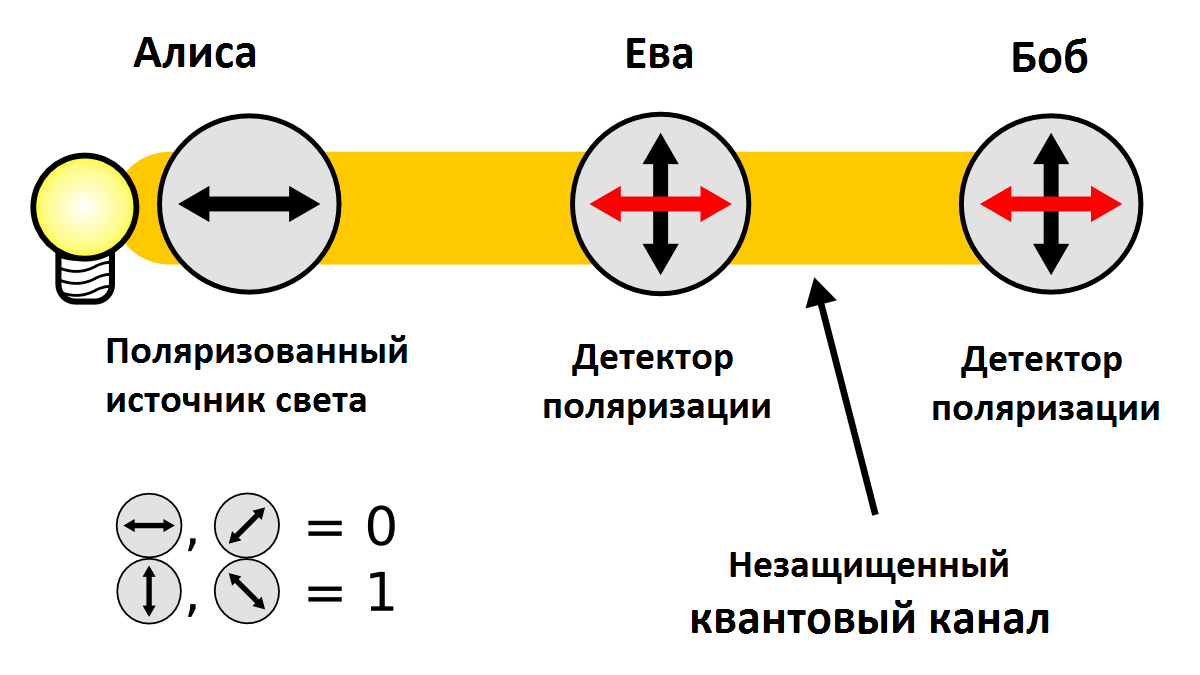
Диаграмма протокола BB84: поляризованный фотон передаётся от Алисы по незащищённому квантовому каналу и перехватывается Бобом, в то время как Ева пытается подслушать канал передачи данных.

Множество существующих квантовых сетей разработаны для поддержки квантового распределения ключей (QKD) между классическими вычислительными средами. Такое применение квантовых сетей упрощает совместное использование секретного ключа шифрования между двумя сторонами. В отличие от классических алгоритмов распределения ключей, таких, как алгоритм обмена ключами Диффи-Хеллмана, квантовое распределение ключей обеспечивает безопасность через физические свойства, а не трудность математической задачи.
Первый протокол квантового распределения ключей, BB84, был предложен Чарльзом Беннетом и Жилем Брассаром в 1984 году и был реализован во многих исследовательских квантовых сетях. В этом протоколе кубиты отправлены от одной стороны к другой через небезопасную квантовую сеть. Из-за свойств квантовой механики и теоремы о запрете клонирования, подслушивающий не может определить ключ, не будучи обнаруженным отправителем и получателем.
В то время как протокол BB84 полагается на суперпозицию состояний кубита, чтобы обнаружить подслушивание, другие протоколы используют запутанные кубиты. Это протоколы E91, предложенный Артуром Экертом и BBM92, предложенный Чарльзом Беннетом, Жилем Брассаром и Дэвидом Мермином. Одной из проблем криптографии всегда была проблема распределения ключей, которая в настоящий момент успешно решается с помощью ассиметричных алгоритмов шифрования с закрытым ключом, не покидающим своего владельца.

### Передача квантового состояния
В большой системе квантовых вычислений, множество отдельных квантовых компьютеров могут взаимодействовать и передавать данные через сеть. При таком взаимодействии, для сети выгодно поддерживать передачу запутанных кубитов. Рассмотрим следующий сценарий: {\displaystyle k} квантовых компьютера, каждый из них содержит {\displaystyle n} кубитов. В классической сети для передачи полного состояния одного квантового компьютера потребуется {\displaystyle 2^{n}} бит данных. Однако, используя квантовую сеть, состояние можно передать с помощью {\displaystyle n} кубитов. Аналогично, если возможно достичь запутанности между всеми компьютерами в сети, у системы в целом будет {\displaystyle 2^{kn}} объединённых пространств состояний, против {\displaystyle k2^{n}} для классически подключённых квантовых компьютеров.

## Метод работы

### Физический уровень
Основной способ взаимодействия квантовых сетей на больших расстояниях — это использование оптических сетей и фотонных кубитов. Оптические сети имеют преимущество повторного использования существующего оптоволокна. А свободные сети могут быть реализованы так, что смогут передавать квантовую информацию «по воздуху», то есть без использования структурированных сред распространения.

#### Оптоволоконные сети
Оптические сети могут быть реализованы, используя существующие телекоммуникации и телекоммуникационное оборудование. Со стороны отправителя, источник одиночных фотонов можно создать, сильно ослабив стандартный телекоммуникационный лазер, так что среднее число испускаемых фотонов за импульс будет меньше единицы. Чтобы получить данный эффект, используется лавинный фотодиод. Также могут использоваться различные методы регулировки фазы цифрового синтеза и поляризации, такие как разделители луча и интерферометры. В случае протоколов, основанных на запутывании, запутанные фотоны генерируются через спонтанное параметрическое рассеяние. В обоих случаях телекоммуникационное волокно может быть мультиплексным для отправления не квантовой синхронизации и управляющих сигналов.

#### Сети свободного пространства
Квантовые сети свободного пространства подобно оптоволоконным сетям, но полагаются на угол обзора между связывающимися сторонами вместо использования оптоволоконного соединения. Сети свободного пространства обычно поддерживают более высокую скорость передачи, чем оптоволоконные сети и не учитывают поляризационную перестановку вызванную оптоволокном.

#### Квантовая электродинамикаполости
Телекоммуникационные лазеры и спонтанное параметрическое рассеяние, объединённые с фотодетекторами могут использоваться для квантового распределения ключей. Однако для запутанных квантовых систем важно сохранять и ретранслировать квантовую информацию, не разрушая базовые состояния. Квантовая электродинамика полости — один из возможных методов решения данной задачи. Здесь фотонные квантовые состояния могут быть переданы как в атомарные квантовые состояния имеющие квантовый выход с разделёнными зарядами, хранящиеся в отдельных атомах в оптических полостях, так и из них. В дополнение к созданию удалённой запутанности между удалёнными атомами, это позволяет осуществлять передачу квантовых состояний между отдельными атомами, используя оптоволокно.

### Каналы с помехами

#### Квантовые повторители

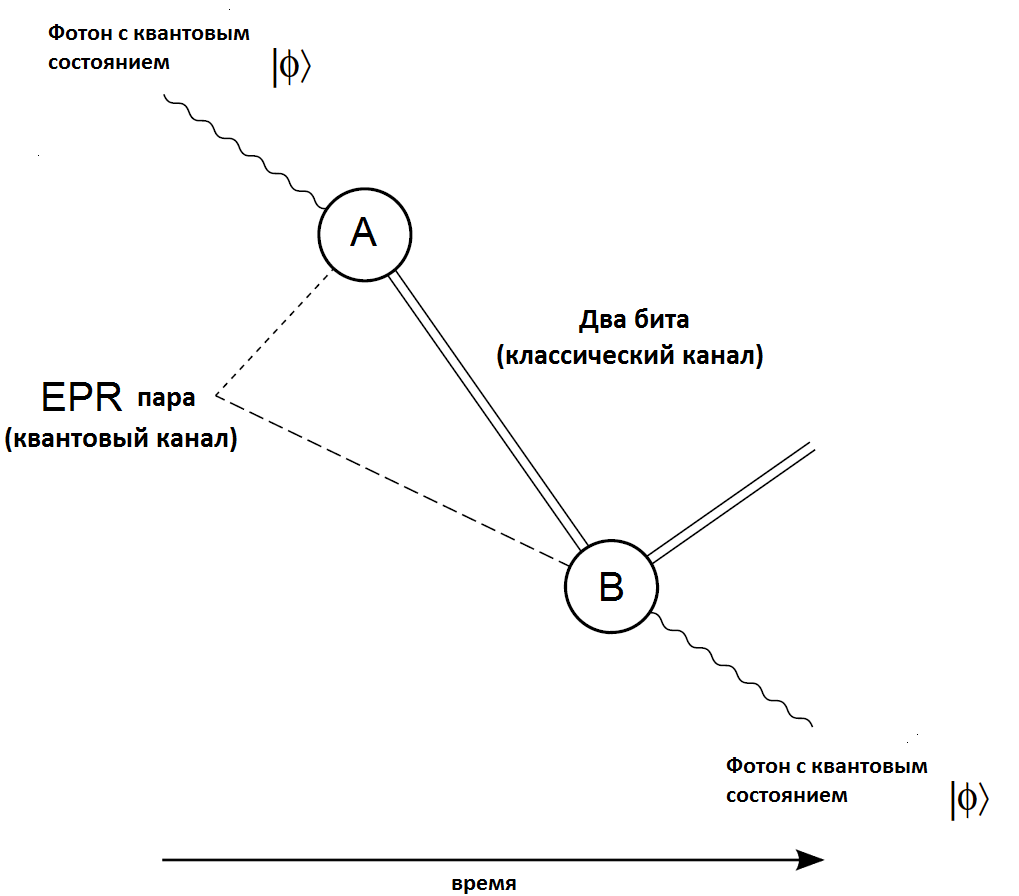
Диаграмма квантовой телепортации

Передаче данных на дальние расстояния препятствуют эффекты потери сигнала и декогерентность, присущая большинству транспортных сред, таких как оптоволокно. При классической передаче данных используются усилители, чтобы улучшить сигнал во время передачи, однако в квантовых сетях, согласно теореме о запрете клонирования, усилители использовать нельзя.
Альтернативой усилителям в квантовых сетях является квантовая телепортация, передающая квантовую информацию (кубиты) получателю. Это позволяет избежать проблем, связанных с отправкой одиночных фотонов по длинной линии передачи с высокими потерями. Однако для осуществления квантовой телепортации необходима пара запутанных кубитов, по одному на каждом конце линии передачи. Квантовые повторители позволяют создать запутанность в удалённых узлах без физической отправки запутанного кубита на всё расстояние.
В этом случае квантовая сеть состоит из множества коротких каналов связи, длинной десятки или сотни километров. В простейшем случае, с одним повторителем, создаётся две пары запутанных кубитов: {\displaystyle |A\rangle } и {\displaystyle |R_{a}\rangle } расположенные на отправителе и повторителе, а вторая пара {\displaystyle |R_{b}\rangle } и {\displaystyle |B\rangle } на повторителе и получателе соответственно. Эти начальные запутанные кубиты легко создать, например, с помощью спонтанного параметрического рассеяния, физически передавая один кубит на соседний узел. При этом повторитель может выполнить измерение состояния Белла на кубитах {\displaystyle |R_{a}\rangle } и {\displaystyle |R_{b}\rangle } телепортировав таким образом квантовое состояние {\displaystyle |R_{a}\rangle } в {\displaystyle |B\rangle }. Это имеет эффект «свопинга» запутанности, таким образом, что {\displaystyle |A\rangle } и {\displaystyle |B\rangle } теперь запутанны на расстоянии в 2 раза сильнее, чем начальные запутанные пары кубитов. Сети таких повторителей могут использоваться как линейно, так и иерархическим образом, для создания запутанности на большие расстояния.

#### Исправление ошибок
Ошибки при передаче данных можно разделить на два типа: ошибки потерь (из-за свойств оптоволокна/среды) и ошибки работы (такие как деполяризация, дефазировка и т. д.). В то время как избыточность можно использовать, чтобы обнаружить и исправить ошибки в классической сети, созданию избыточных кубитов препятствует теорема о запрете клонирования. Поэтому введены другие типы исправления ошибок, как код Шора или один из более общих и эффективных алгоритмов. Принцип их работы в распределении квантовой информации через многократно запутанные кубиты так, что и ошибки работы, и ошибки потерь могут быть исправлены.
В дополнение к квантовому исправлению ошибок, классическое исправление ошибок может использоваться квантовыми сетями в особых случаях, таких как квантовое распределение ключа. В этих случаях цель квантовой передачи состоит в том, чтобы надёжно передать строку классических битов. Например, код Хемминга может быть применён к строке битов до кодирования и передачи данных в квантовой сети.

## Классические сети с использованием квантового распределения ключей для классической криптографии
Две компании, «idQuantique» (Швейцария), «MagiQTech» (США) предлагают коммерчески доступные устройства квантового распределения ключей и классической криптографии.
Учёные из Казанского квантового центра КНИТУ-КАИ и Университета ИТМО совместно произвели запуск пилотного сегмента первой в России многоузловой квантовой сети (4 узла, порядка ста кбит/c просеянной квантовой последовательности, линии протяжённостью в единицы км).
В Китае в ноябре 2016 года было завершено создание квантовая коммуникационная линия[неизвестный термин][уточнить] длиной 712 километров Хэфэй-Шанхай с 11 станциями, строительство заняло 3 года. По сообщению Chen Yu’ao планируется, что на её базе будет создана линия Пекин-Шанхай общей длиной порядка 2 тыс. км.

## Квантовый «Интернет»
Высказываются предложения создания квантовых сетей, в которых узлы хранили бы квантовые состояния и обменивались ими через «квантовую сеть» с целью создания территориально распределённых квантово-запутанных систем.

## Квантовая телефония
В мае 2019 года российские учёные из Центра научных исследований и перспективных разработок компании «Инфотекс» и Центра квантовых технологий МГУ имени М. В. Ломоносова успешно провели публичные испытания первого российского квантового телефона ViPNet QSS Phone, входящего в разработанный и реализованный ими же комплекс защищённой телефонии ViPNet Quantum Security System (ViPNet QSS). Организаторы провели первый сеанс голосовой связи, защищённой с помощью квантового распределения ключей, между офисами «Инфотекса» и Центра квантовых технологий МГУ. Отечественный квантовый телефон ViPNet QSS Phone, над которым трудились более трёх лет, не подвержен известным атакам с использованием квантовых компьютеров. Успешность тестирования подтвердили специалисты Центра компетенций Национальной технологической инициативы (НТИ) «Центр квантовых технологий». В продажу установки квантовой телефонии (комплексы ViPNet Quantum Security System (ViPNet QSS) и квантовые телефоны ViPNet QSS Phone к ним) начнут поступать в 2020 году.